# Małopolski Związek Piłki Nożnej
Małopolski Związek Piłki Nożnej (MZPN) – jeden z szesnastu Wojewódzkich Związków Piłki Nożnej, wchodzących w skład Polskiego Związku Piłki Nożnej. Siedziba Związku mieści się w Krakowie i zarządza rozgrywkami piłkarskimi w województwie małopolskim na wszystkich szczeblach. W 2025 roku prezesem zarządu MZPN został wybrany Bartosz Ryt.